# Jérôme David
Jérôme David (1605 circa – Roma, 1670) è stato un incisore francese.

## Biografia
Jérôme David, disegnatore e incisore, vive e lavora a Parigi, fino a circa il 1623, quando si trasferisce a Roma, dove fu attivo fino a il 1670, anno della sua morte, come autore di stampe con soggetti prevalentemente religiosi che riproducono opere di Guercino (1591 - 1666), Guido Reni (1575 - 1642), Camillo Procaccini (1561 - 1629) e altri maestri. Suo è il ritratto di Artemisia Gentileschi (1593 - 1653) conservato alla Biblioteca nazionale di Francia, Cabinet de Estampes. Jérôme David è noto per aver inciso numerose opere dell'architetto italiano Giovan Battista Montano (1534 - 1621).